# Bugday
Bugday war eine türkische Masseneinheit (Gewichtsmaß).
- 1 Bugday = 0,05 Gramm
- 4 Bugday = 1 Kirat
- 16 Bugday = 1 Denk = 0,802 Gramm